# Dysplazja Greenberg
Dysplazja Greenberg (ang. Greenberg dysplasia, hydrops-ectopic calcification-motheaten syndrome, skeletal dysplasia, Greenberg type, GRBGD) – genetycznie uwarunkowany zespół wad wrodzonych, dziedziczony autosomalnie recesywnie. Charakteryzuje się obrzękiem uogólnionym płodu, dużym niedoborem wzrostu z niedorozwojem kończyn oraz znacznymi zaburzeniami zwapnienia kości oraz tkanki chrzęstnej.

## Historia
Dysplazja została po raz pierwszy opisana w 1988 przez kanadyjską lekarz Cheryl Rockman-Greenberg.

## Etiologia
Choroba spowodowana jest uszkodzeniem genu LBR zlokalizowanego na ramieniu długim chromosomu 1, w regionie q42. Uszkodzenie genu powoduje niedobór reduktazy Δ14 3β-hydroksysterolu.

## Epidemiologia
Częstość występowania szacowana poniżej 1 na 1 000 000 ciąż.

## Obraz kliniczny
Do obrazu klinicznego należą: obrzęk uogólniony płodu ze zwapnieniami, niedorozwój kończyn (mikromelia), ektopowe niskie i zwężające się do przodu trzony kręgów (platyspondylia), krótkie żebra, zaburzone wapnienie kości długich. W zdjęciu rentgenowskim kości przedstawiają charakterystyczny obraz opisywany jako „wygryziony przez mole”.

## Rozpoznanie
Rozpoznanie jest stawiane na podstawie położniczego badania ultrasonograficznego.

## Diagnostyka różnicowa
Dysplazję Greenberg należy różnicować z innymi zespołami przebiegającymi z obrzękiem uogólnionym płodu oraz zespołami przebiegającymi z fokomelią.

## Rokowanie
Choroba jest bezwzględnie śmiertelna i dzieci dotknięte dysplazją Greenberg są uważane za niezdolne do życia.